# Cem Pamiroğlu
Cem Pamiroğlu (Istambul, 17 de setembro de 1957) é um ex-futebolista turco que jogou como lateral-esquerdo, mais conhecido por ter atuado no Fenerbahçe. 
Ele iniciou sua carreira no Fenerbahçe PAF e depois se transferiu ao Fenerbahçe em 1975. Onde ele conquistou três títulos da Liga Turca e duas Copas da Turquia  Ele também defendeu por 23 vezes a Seleção da Turquia, seis vezes a Turquia Sub-21 e 14 vezes a Turquia Sub-18.
Ele jogou 508 vezes pelo Fenerbahçe e foi o quarto jogador que mais defendeu a Seleção Turca (depois de Müjdat Yetkiner, Lefter Küçükandonyadis e Şeref Has).  Em 1986 Ele foi inicialmente emprestado ao Sarıyer e transferido para o clube em 1987, onde jogou por duas temporadas antes de se aposentar em 1989.
Atualmente ele é gerente das seleções turca Sub-18 e Sub-19 de futebol. Ele também treinou os clubes turcos Çaykur Rizespor, Şekerspor e Göztepe.